# Jaume Cots i Gorchs
Jaume Cots i Gorchs (Barcelona, 1902 - ?, 1990) fou un jurista i especialista en dret català.

## Obres publicades
- 1928. "Unes ordinacions inèdites del vescomtat de Cabrera", Revista Jurídica de Catalunya,XXXIV.
- 1929. Consuetudines Diocesis Gerundensis. Estudi i transcripció segons els manuscrits més antics del segle xv (Contribució a l'estudi del dret consuetudinari foral de Catalunya). Tesi Doctoral. Barcelona
- 1930. Les Consuetuds d'Horta (avui Horta de Sant Joan, a la ratlla del Baix Aragó). Estudis Universitaris Catalans,XV.
- 1931. Memòria llegida pel Sr. Secretari de l'Acadèmia de Jurisprudència i Legislació de Barcelona a la sessió d'obertura del curs 1931-1932. Revista Jurídica de Catalunya, XXXVII.
- 1931-1932. Textos de dret rossellonès: I.-L'antic llibre dels privilegis de Colliure.II.-Els estils de la Cort del veguer del Rosselló i Vallespir. Estudis Universitaris Catalans,XVI-XVII.
- 1933. Corpus Iuris Civilis, a doble text, llatí i català. Vol.I.Instituta.Barcelona.Oficina d'Estudis Jurídics. Palau de la Generalitat
- 1934. "Les noves orientacions de la legislació civil catalana, en relació amb el dret comarcal". Conferència inserida en "Varietats comarcals del dret civil català", per l'Acadèmia de Jurisprudència i Legislació de Catalunya. Barcelona
- 1935-1936. "Les Consuetudines civitatis Dertusae:I.-El procés de formació del dret consuetudinari escrit de Tortosa.II.-Coteig de les consuetudines de Tamarit i Gil, amb el Llibre de les Costums de Tortosa.III.-El problema de les relacions amb el codi de les costumes e stabliments de Valencia", Revista Jurídica de Catalunya,XLI i XLII.
- 1936. "La doctrina dels doctors, com a font de dret supletori a Catalunya". Conferència realitzada a la Universitat de Barcelona amb motiu del segon Congrés Jurídic Català.
- 1955. La vocación jurídica de Cataluña. Ensayo sobre el sentimiento de justicia en el pueblo catalán. Ed.Bosch.Barcelona.Llibre que recull la conferència llegida a la Facultat de Dret de la Universitat de Barcelona, l'onze de maig de 1954.